# René Desvignes
Jean Marie Philibert alias René Desvignes, né le 17 octobre 1909 à  Saint-Léger-sous-Beuvray et mort le 13 avril 1945 à Gardelegen, est un gendarme et résistant mort pour la France pendant la Seconde Guerre mondiale lors du massacre de Gardelegen.

## Famille
Jean Marie Philibert dit René Desvignes naît le 17 octobre 1909 à Saint-Léger-sous-Beuvray. Il est le fils de François Desvignes, cordonnier et de Valérie Reboulet, lavandière. Son père, qui a été blessé alors qu'il servait au régiment d'infanterie d'Autun durant la Première guerre mondiale, meurt prématurément le 9 juin 1928.
Il commence sa carrière comme cordonnier à Saint-Léger-sous-Beuvray à la suite de son père. Il y rencontre Mathilde Gabrielle Demizieux qu'il épouse le 2 juillet 1932 à Poil. De cette union naissent deux garçons et deux filles.

## Entrée dans la gendarmerie
René Desvignes entre dans la garde républicaine mobile en 1937 et participe notamment à une opération de maintien de l'ordre en Tunisie d'avril à mai 1938.

## Seconde Guerre mondiale

### Campagne de 1939-1940
Il participe à la Bataille de France dans une unité combattante. Fait prisonnier, il est interné en Suisse le 24 juin 1940 et libéré le 26 janvier 1941. 

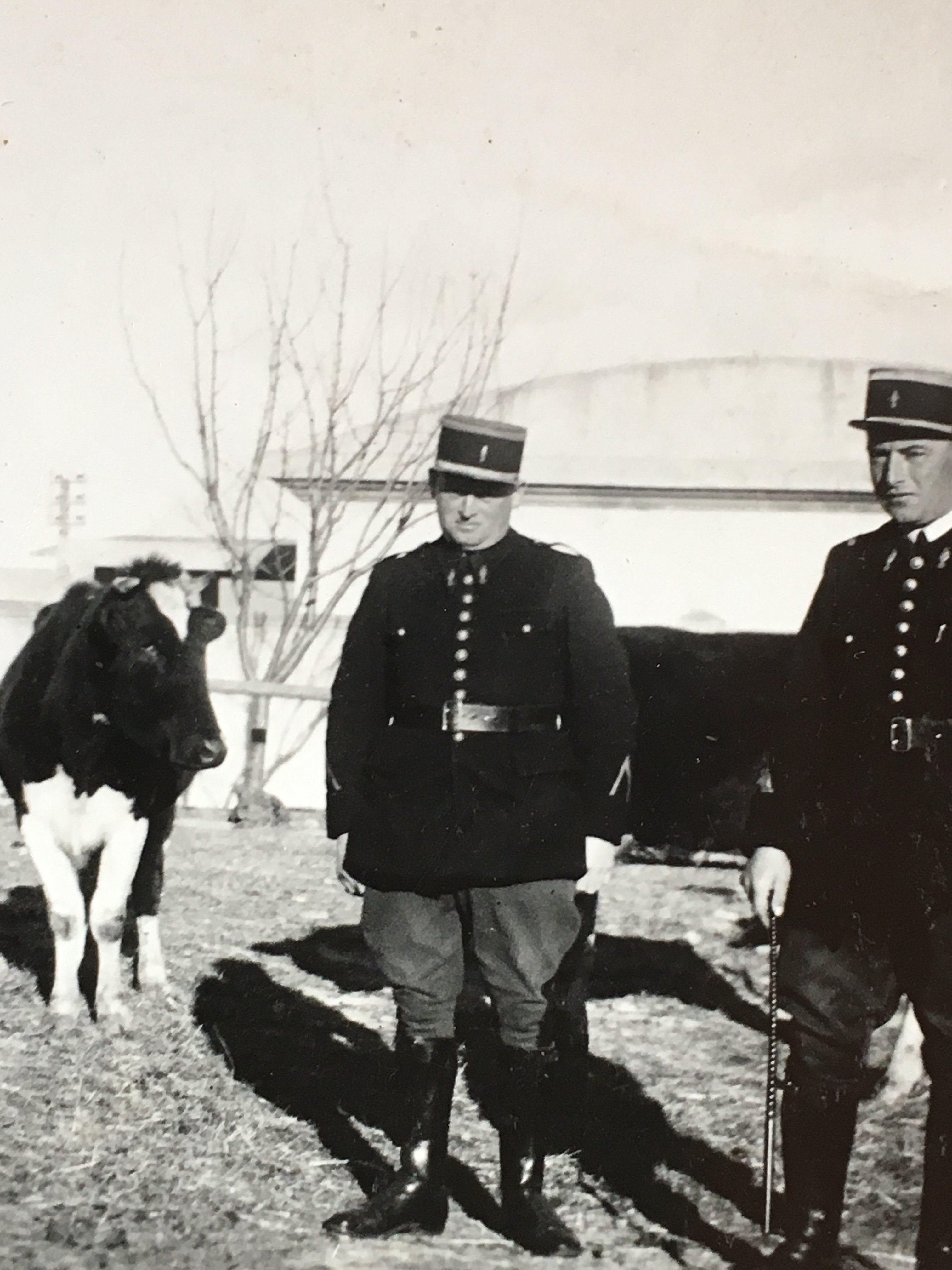
René Desvignes (à gauche) emprisonné à Lucerne en 1940

### Retour en France et entrée dans la Résistance
À sa libération, la garde républicaine mobile a été dissoute. Il entre donc dans la gendarmerie départementale (« la blanche ») et est envoyé à la brigade d'Orgelet.
Patriote ardent, il entre dans la Résistance qui est très active dans le Jura durant l’Occupation.
Albert Collome, chef de secteur de la Résistance d'Orgelet indique que René Desvignes a servi « en qualité d'agent de renseignements et de liaison entre le commandement et les groupes de la région (...) son activité a été particulièrement appréciée au cours de l'année 1943, et jusqu'au jour de sa déportation en avril 1944 ».
Son camarade de la brigade d'Orgelet Jean Gousset le décrit comme « un bon Résistant » et ajoute que « son dévouement était très apprécié par le commandement de la Résistance ».

### Déportation

#### Arrestation par la Gestapo
Le 14 avril 1944 le pays est cerné par les hommes de la Gestapo de Lyon dont le chef est Francis André. Il est dénoncé et arrêté par 5 hommes en civil le 15.
D'abord emprisonné à Montluc, il est envoyé à Paris où il est interrogé par le Befehlshaber der Sicherheitspolizei (BdS) qui décide de le déporter.

#### Déportation en Allemagne
Transféré à Compiègne, il reçoit le matricule 51 688 et part le 12 mai dans le convoi no I.211. Dans ce train sont entassés 2 073 prisonniers, presque tous français. La moitié sont des Résistants, les autres sont des victimes de rafles de représailles. 14 personnes meurent durant le trajet.
Le convoi arrive à Buchenwald le 14 mai 1944. Desvignes reçoit le triangle rouge des déportés politiques (Schutzhaft, politisch) et est placé dans une des quelques tentes qui ont été dressés et qui ont pris le nom de « petit camp ». Le 3 juin, le médecin du camp le déclare apte au travail et au transport.
Le 6 juin 1944, il est déplacé au village d'Ellrich où il est affecté au kommando de la « IV. SS-Baubrigade » (« bloc 17 »). À Ellrich, les prisonniers étaient logés dans une ancienne auberge appelée « Bürgergarten ». Ces déportés sont forcés de travailler sur les chantiers de construction de la ligne de chemin de fer « Helmetalbahn ». Le 28 octobre 1944, la IV. SS-Baubrigade est rattachée à Mittelbau-Dora.

#### Mort[6]
Lorsque les camps de Dora sont évacués au début d’avril 1945, il est placé avec des milliers de détenus faibles et invalides ainsi que des détenus juifs dans un train censé les emmener au Nord de l’Allemagne. Toutefois, des raids aériens font changer le convoi de direction à plusieurs reprises.
Le train finit par arriver dans la ville de Mieste, à 15 kilomètres de Gardelegen. Les prisonniers arrivent au petit matin du 12 avril 1945 dans cette ville. Y sont regroupés des prisonniers provenant de divers sous-camps de Mittelbau-Dora et du camp de Hanovre-Stöcken, Ils sont enfermés dans la « Remonteschule », une caserne de cavalerie.
Dans la soirée du 13 avril 1945, ils sont déplacés à la périphérie de la ville. Plus de 1 000 hommes, dont René, sont enfermés dans une grange du domaine d'Isenschnibbe (« Isenschnibber Feldscheune »). Les SS, avec l’aide des soldats de la Wehrmacht, des « Reichsarbeitsdienst », des membres du « Volkssturm » et d’autres organisations nationales-socialistes y mettent le feu et tirent sur les prisonniers qui tentent de s’échapper. Georges Cretin, un des seuls rescapés de ce massacre rapporte que René est grièvement blessé par une balle et s'effondre en criant « Vive la France ! ».
Le 15, les soldats américains de la 102e division d'infanterie qui découvrent les ruines de la grange et le millier de cadavres. Ils obligent les habitants à défiler devant les corps et à donner une sépulture convenable aux victimes. Le corps de René est identifié grâce à son matricule, Georges Cretin ajoute que son visage n'est pas brûlé.
Il est d'abord inhumé au cimetière de Gardelegen entre le 21 au 25 avril 1945, tombe A 102, rangée no 24. Après les recherches menées pour retracer sa captivité, sa dépouille est rapatriée plusieurs années après sa mort.

Massacre de Gardelegen
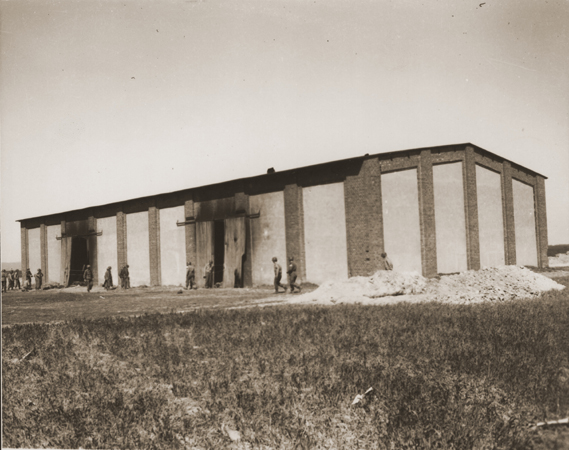
Les ruines de la grange d'Isenschnibbe après le massacre.
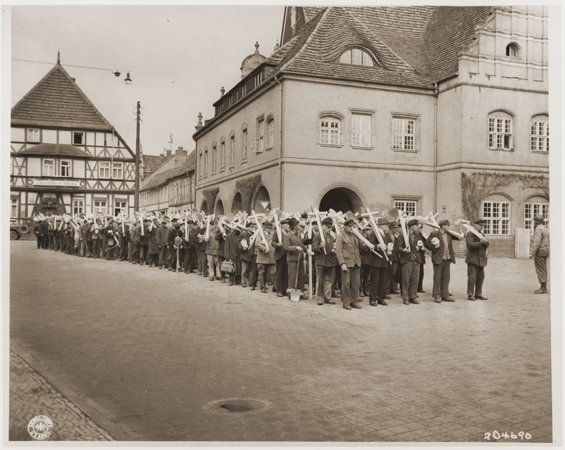
Les habitants de Gardelegen obligés d'inhumer les victimes du massacre.
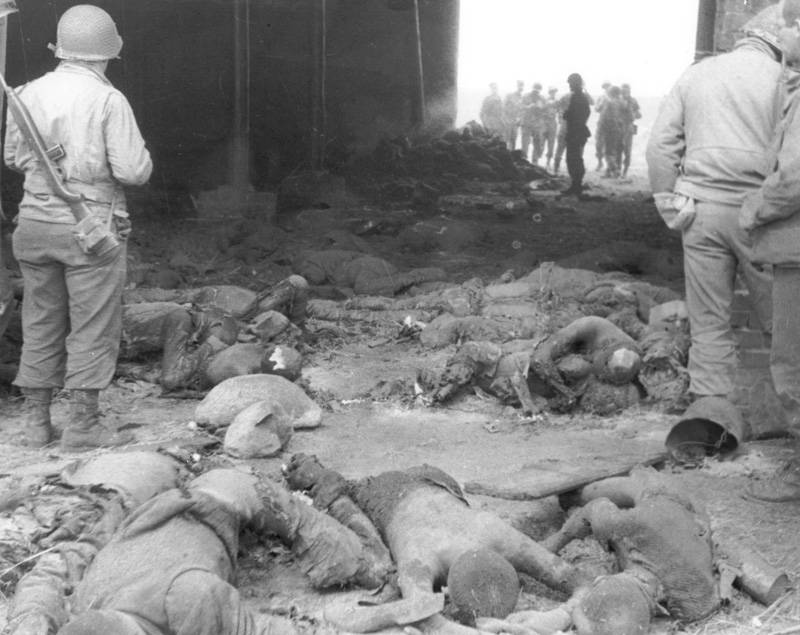
Les soldats américains découvrent les victimes.

## Reconnaissance
Sa dépouille rapatriée reçoit les honneurs militaires : un discours est prononcé par le capitaine Cloiseau commandant la brigade du Creusot devant des délégations de gendarmes venues d’Autun, d’Étang, de Lucenay, d’Epinac et la brigade de Saint-Léger au complet.

## Distinctions
René Desvignes a reçu les décorations suivantes :
- Médaille militaire[réf. nécessaire] ;
- Croix de guerre 1939–1945 avec une étoile de vermeil et une palme de bronze [réf. nécessaire] ;
- Médaille de la Résistance française [réf. nécessaire] ;
- Médaille de la Reconnaissance française [réf. nécessaire];
- Médaille de la déportation pour faits de Résistance [réf. nécessaire].